# Govern Revolucionari de Nagaland
El Govern Revolucionari de Nagaland fou un contragovern establert pels opositors al Govern Federal de Nagaland, que era l'organització que dirigia la vida al Nagaland fora dels punts d'ocupació de l'èxèrcit indi.
El 1969 la tribu sumi sota la direcció de Scato Swu i de Sukhai, que uns anys abans foren president i primer ministre respectivament del Govern Federal de Nagaland i en una audaç maniobra del general Zuheto, es van apoderar del president del govern Mhasieu Gozongo i del ministre de l'interior Z. Ramyo, van declarar enderrocat el govern nacional federal, i van formar el Govern Revolucionari de Nagaland (GRN) que demanava converses polítiques amnb l'Índia.
Una part de l'exèrcit naga del Govern Federal sota el comandament del general Mowu, fou atret a un parany al Nagaland des de les seves bases a Birmània, i els seus membres foren capturats amb les armes portades des l'estranger. Així el Govern Revolucionari, amb les armes i pràcticament el 70% dels soldats, va iniciar converses i va signar la pau amb l'Índia el 14 d'agost de 1973.
Però la resta es va reorganitzar i va continuar la lluita i va romandre el poder efectiu al 90% del territori de Nagaland.